# اوری اسکینر
آوری اسکینر (انگلیسی: Avery Skinner; ۲۵ آوریل ۱۹۹۹) بازیکن والیبال زن اهل ایالات متحده آمریکا است.